# Roma in Montenegro
De Roma in Montenegro (Servisch: Роми у Црној Гори) zijn vooral vluchtelingen uit Kosovo. Duizenden Roma vluchtten uit buurland Kosovo tijdens de Kosovo-oorlog, vooral uit angst van de wraakacties van de Kosovaarse Albanezen. In de volkstelling van 2011 werden er 6.251 Roma in Montenegro geregistreerd, waarvan de helft vluchtelingen uit Kosovo (3.105 personen in totaal). Daarnaast waren er 1.539 Balkan-Egyptenaren en een kleine 79 Ashkali uit Kosovo woonachtig in Montenegro. De Raad van Europa schatte het aantal Roma (en Balkan-Egyptenaren) echter op ongeveer 20.000 personen (2,4% van de bevolking), variërend van minimaal 15.000 tot maximaal 25.000 personen.
Ruim tweeduizend Roma wonen in het vluchtelingenkamp Konik in de hoofdstad Podgorica. In 2018 is het kamp Konik officieel gesloten en zijn de Roma elders gehuisvest.

## Bevolkingsontwikkeling
Het aantal Roma in Montenegro was in de twintigste eeuw klein en het percentage in de Montenegrijnse bevolking was verwaarloosbaar. Sinds de Kosovo-oorlog is het aantal (geregistreerde) Roma in Montenegro echter toegenomen tot een recordhoogte van 6.251 personen in de volkstelling van 2011. Volgens onofficiële cijfers wonen er minimaal 20.000 tot 27.000 Roma (inclusief Balkan-Egyptenaren en Ashkali) in Montenegro (3-4% van de totale bevolking).
| Jaar                     | 1948 | 1953 | 1961 | 1971 | 1981  | 1991  | 2003  | 2011  |
| Aantal Roma              | 162  | 230  | 183  | 396  | 1.471 | 3.282 | 2.601 | 6.254 |
| Roma in %                | 0,0  | 0,1  | 0,0  | 0,1  | 0,3   | 0,5   | 0,4   | 1,0   |
| Aantal Balkan-Egytenaren | -    | -    | -    | -    | -     | -     | -     | 2.054 |
| Balkan-Egyptenaren in %  | -    | -    | -    | -    | -     | -     | -     | 0,4   |

## Religie
De Roma vormen een dubbele minderheid in Montenegro. In tegenstelling tot de rest van de bevolking van Montenegro zijn de Roma niet christelijk, maar islamitisch. Volgens de volkstelling van 2011 is de islam de religie van 80,5% van de Roma in Montenegro (5.034 personen), terwijl 8,2% tot de Oosters-Orthodoxe Kerk behoort (516 personen). Een kleine 0,2% van de Roma (13 personen) is aanhanger van de Katholieke Kerk in Montenegro.
| Etnische groep naar religie | Montenegro (gemiddeld) | Montenegro (gemiddeld) | Roma   | Roma |
| Etnische groep naar religie | Aantal                 | %                      | Aantal | %    |
| --------------------------- | ---------------------- | ---------------------- | ------ | ---- |
| Orthodoxie                  | 446.858                | 72,1                   | 516    | 8,2  |
| Islam                       | 118.477                | 19,1                   | 5.034  | 80,5 |
| Katholieke Kerk             | 21.299                 | 3,4                    | 13     | 0,2  |
| Protestantisme              | 1.601                  | 0,4                    | 2      | 0,0  |
| Atheïsme/Agnosticisme       | 9.005                  | 6                      | 1      | 0,0  |